# Gebelein
| i | n · r · O39 | t · y |

| i | n · r · O39 | t · y |

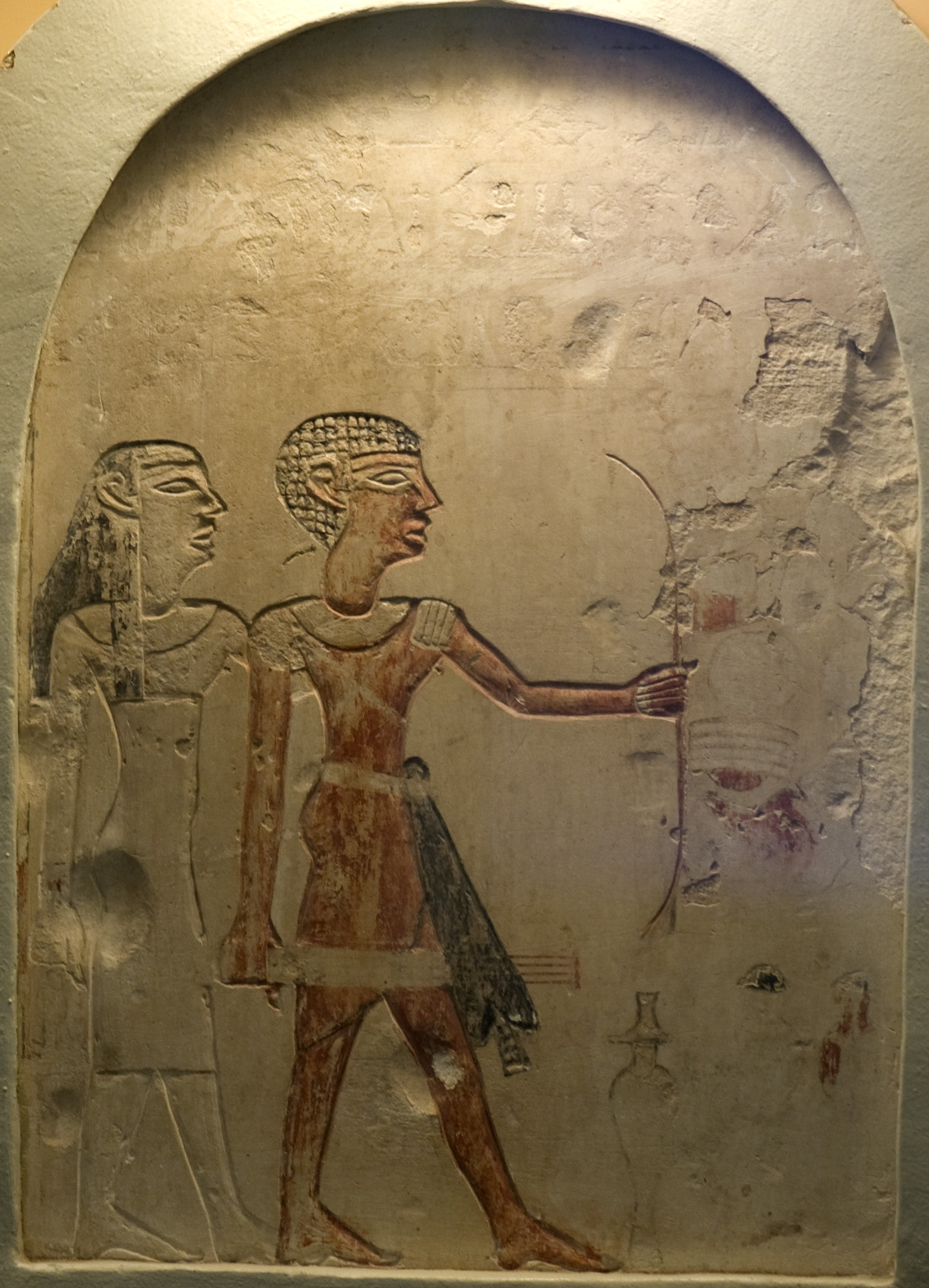
Estela de Gebelein, d'un mercenari nubià

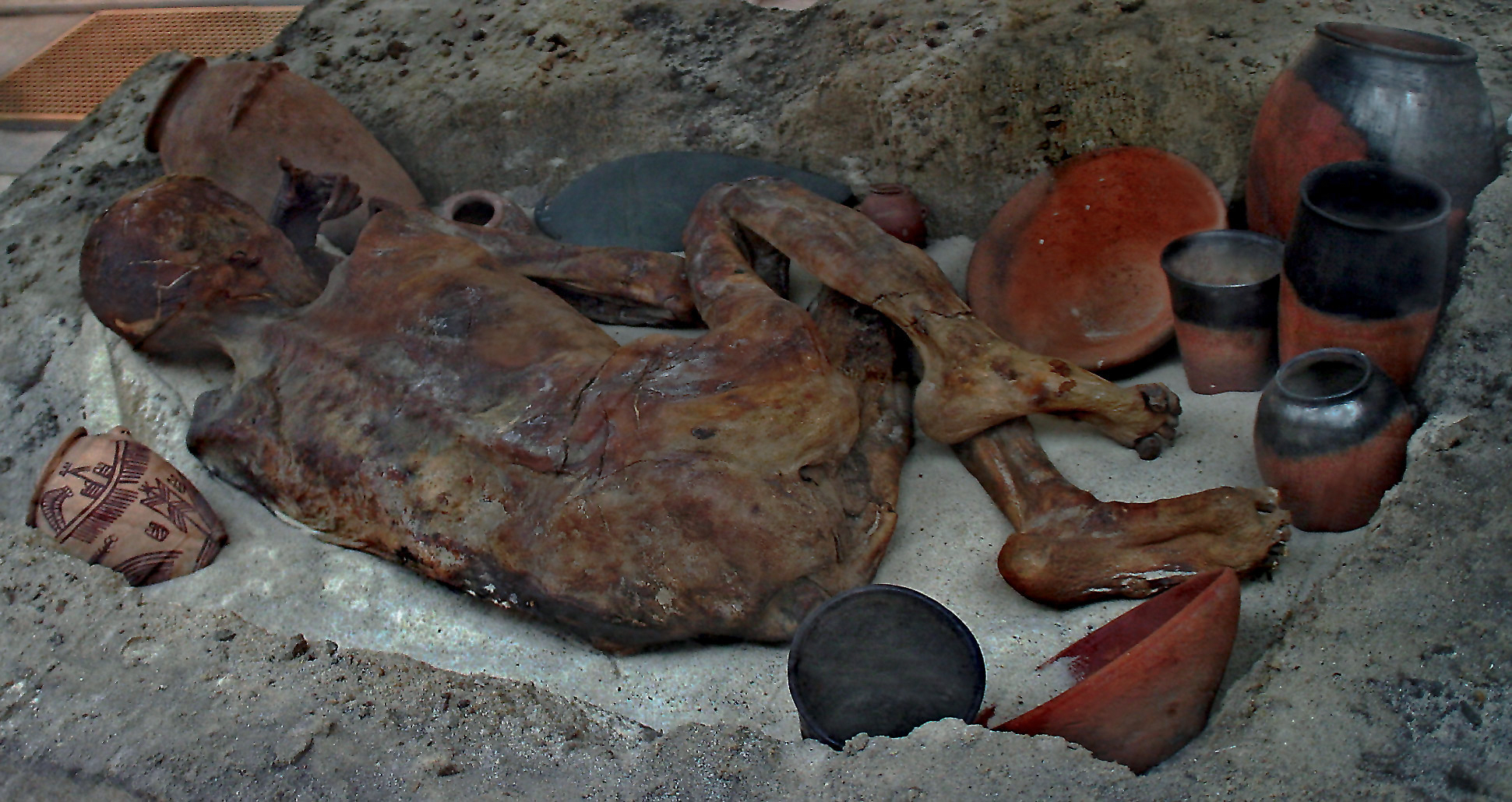
Mòmia de Gebelein, Museu Britànic

Gebelein és una ciutat prop de la qual hi ha el jaciment arqueològic de Naga el-Gherira. És a 29 km al sud de Luxor, i a la riba occidental del riu. El seu nom vol dir 'Les dues muntanyes' i deriva del quemòtic Inerty o Inr-ti ('Les dues roques'). El lloc està format per un turó al nord amb un cementiri i un turó al sud amb un temple d'Hathor prop del Nil, en una cova que conté un santuari i un mur exterior construït tardanament. La ciutat antiga va prendre el nom d'Hathor i es va dir Pr-Hwt-Hr (Per Hathor, o 'Casa d'Hathor'), que va esdevenir Pathyris amb els grecs i tot seguit Aphroditopolis (Afroditòpolis, ja que Hathor fou identificada amb Afrodita). Tot i aquest culte a Hathor, també el culte a Sobek, el déu cocodril, hi era important.
Les excavacions del Museu Egipci de Torí van fer-hi nombroses troballes, entre aquestes algunes del Naqada I datades vers el 4000 aC, que és la data en què s'establí la ciutat. Gebelein fou un centre polític anterior a Nubt, situat entre Nubt i Nekhen (Hieracòmpolis). També s'han trobat algunes tombes de caps predinàstics. Era un dels quatre centres polítics principals de la regió junt amb Nubt, Nekhen i Abadiya.
Una troballa interessant és una estela reial de la dinastia II construïda al mur del temple d'Hathor. La tomba d'Iti, un nomarca i tresorer reial que va governar durant la dinastia XI, es va trobar al cementiri, amb força objectes, molts d'aquests de la seva dona Neferu.
Durant l'Imperi mitjà, Nebhepetre Mentuhotep va ampliar el santuari del temple d'Het-Hert. El faraó és esmentat en algun moment com Sa Hwt-Hr nbt iwnt (Sa Hwt-Her, Nebet Iunet, 'Fill d'Hathor, senyora de Denderah') en un cartutx. La naos fou consagrada durant el regnat de Sobekemsaf II (dinastia XVII). Hathor va continuar sent adorada segons es demostra per troballes posteriors, que palesen que el temple fou restaurat per Tuthmosis III al començament de la dinastia XVIII. Una estela dedicada a Hathor és del temps de Seti I.
A la ciutat, hi va viure un exèrcit mercenari del 150 al 88 aC, segons documents trobats per Giulio Farina. El temple existia encara sota dominació romana i després es va malmetre i es va fer servir com a pedrera. Els texts grecs i cristians trobats, dels segles v i vi, constitueixen una prova dels atacs dels blèmies a la regió.
El lloc fou explorat per primer cop el 1884. El 1891, E. Grebaut i G. Daressy van ser al lloc i van continuar J. de Morgan i G. Foucart el 1893, G. W. Fraser i M. W. Blackden el mateix 1893 i H. de Morgan, L. Lortet i C. Gaillard entre 1908 i 1909. Els objectes trobats van anar al Caire, Berlín i Lió (Museu Guimet). El 1910, va començar les excavacions el Museu Egipci de Torí dirigit per Ernesto Schiaparelli, i va continuar el 1911, 1914 i 1920; després va seguir Giulio Farina, successor de Schiaparelli, que hi va ser el 1930, 1935 i 1937; finalment, el museu hi va tornar el 1990.
Creuant des de Gebelein al costat oriental del riu hi ha la necròpoli de Moalla, un petit cementiri amb tombes a partir del primer període intermedi, algunes de dignataris locals que van assolir el poder en aquell període.
Prop de Gebelein hi havia una pedrera a Dibabia.